# Johnny Firecloud
Johnny Firecloud è un film del 1975, diretto da William A. Castleman e interpretato da Victor Mohica, Ralph Meeker e David Canary. 
Il film è stato distribuito dalla 20th Century Studios. 

## Trama
Un nativo americano, dopo aver prestato servizio nella guerra del Vietnam, torna nella sua città natale, nel deserto del New Mexico, per trovarla vittima di un prepotente latifondista bianco e mette in atto la propria vendetta.

## Produzione
Le riprese si sono svolte in California nell'autunno del 1974.

## Distribuzione
Il film è stato proiettato ad Albuquerque, nel New Mexico, a partire dal 25 luglio 1975. Successivamente è uscito a Los Angeles il 5 novembre 1975.
Something Weird Video ha pubblicato il film in DVD come doppio lungometraggio con Bummer! nel 2001.